# Södra Morsjön
Södra Morsjön är en sjö i Fagersta kommun i Västmanland och ingår i Norrströms huvudavrinningsområde. Sjön är 1,5 meter djup, har en yta på 0,113 kvadratkilometer och befinner sig 126,2 meter över havet.

## Delavrinningsområde
Södra Morsjön ingår i det delavrinningsområde (663928-150004) som SMHI kallar för Inloppet i Stora Kedjen. Medelhöjden är 131 meter över havet och ytan är 25,49 kvadratkilometer. Räknas de 2 avrinningsområdena uppströms in blir den ackumulerade arean 47,39 kvadratkilometer. Gisslarboån som avvattnar avrinningsområdet har biflödesordning 4, vilket innebär att vattnet flödar genom totalt 4 vattendrag innan det når havet efter 199 kilometer. Avrinningsområdet består mestadels av skog (81 procent). Avrinningsområdet har 0,77 kvadratkilometer vattenytor vilket ger det en sjöprocent på 3 procent.